# Rossau, Schweiz
Rossau är en ort i kommunen Mettmenstetten i kantonen Zürich, Schweiz. 